# FAM206A
FAM206A (англ. Family with sequence similarity 206 member A) – білок, який кодується однойменним геном, розташованим у людей на 9-й хромосомі. Довжина поліпептидного ланцюга білка становить 181 амінокислот, а молекулярна маса — 20 378.
| 10         |  | 20         |  | 30         |  | 40         |  | 50         |
| ---------- |  | ---------- |  | ---------- |  | ---------- |  | ---------- |
| MATEPEAAEP |  | VVPSLVDRYF |  | TRWYKPDVKG |  | KFCEDHCILQ |  | HSNRICVITL |
| AESHPVLQSG |  | KTIKSISYQI |  | STNCSRLQNK |  | VSGKFKRGAQ |  | FLTELAPLCK |
| IYCSDGEEYT |  | VSSCVRGRLM |  | EVNENILHKP |  | SILQEKPSTE |  | GYIAVVLPKF |
| EESKSITEGL |  | LTQKQYEEVM |  | VKRINATTAT |  | S          |  |            |

A: Аланін

C: Цистеїн

D: Аспарагінова кислота

E: Глутамінова кислота

F: Фенілаланін

G: Гліцин

H: Гістидин

I: Ізолейцин

K: Лізин

L: Лейцин

M: Метіонін

N: Аспарагін

P: Пролін

Q: Глутамін

R: Аргінін

S: Серин

T: Треонін

V: Валін

W: Триптофан

Локалізований у ядрі.